# Calileuctra ephemera
Calileuctra ephemera is een steenvlieg uit de familie naaldsteenvliegen (Leuctridae). De wetenschappelijke naam van de soort is voor het eerst geldig gepubliceerd in 1995 door Shepard & Baumann.